# Antoine Henri Becquerel
Antoine Henri Becquerel (Pariz, 15. prosinca 1852. – Le Croisic, 25. kolovoza 1908.), francuski fizičar, nobelovac i jedan od otkrivača radioaktivnosti. Istraživao je magnetizam, polarizaciju svjetlosti, apsorpciju svjetlosti i fosforescenciju. Godine 1896. otkrio da uranijeve soli neprestano emitiraju nevidljivo zračenje koje djeluje na fotografsku ploču i ionizira zrak, danas poznato kao nuklearno alfa-zračenje i beta-zračenje (radioaktivnost). Godine 1900. utvrdio da električno polje otklanja beta-zračenje. Godine 1903. podijelio Nobelovu nagradu za fiziku sa supružnicima Mariom Curie-Skłodowskom i Pierreom Curiejem.

## Životopis
Becquerel se rodio u Parizu u obitelji znanstvenika, koja je zajedno s njim i njegovim sinom dala četiri generacije znanstvenika. Znanost je studirao u École polytechnique, a tehniku u École des Ponts et Chaussées. Muséum National d'Histoire Naturelle postavio ga je 1892. na katedru fizike kao trećeg člana obitelji Becquerel u tom muzeju. Inženjer građevinarstva postao je 1894.
Radioaktivnost je slučajno otkrio 1896. proučavajući fosforescenciju uranijevih soli. Istražujući rad W. C. Röntgena, Becquerel je pripremio fluorescentni mineral kalijev uranil-sulfat, fotografske ploče i crni materijal za pokus kojemu je bila potrebna jaka Sunčeva svjetlost. Međutim, prije izvođenja pokusa otkrio je da su ploče potpuno pocrnile kao da su bile izložene suncu. Nakon nekoliko dana ponovio je pokus, i otkrio da na fotografskim pločama ponovno ostaju tragovi, iako nije bio sunčan dan. Nobelovu nagradu koju je dobio 1903. podijelio je s Pierrom i Marie Curie:
"...zbog izvanrednih zasluga koje je ostvario svojim otkrićem spontane radioaktivnosti".
Académie des Sciences ga je izabrala za privremenog tajnika 1908., što je i godina njegove smrti. Preminuo je u Le Croisicu u 55. godini života.
Prema njemu je nazvana mjerna jedinica za radioaktivnost, bekerel (Bq), a postoje i Becquerelovi krateri na Mjesecu (Becquerel) i Marsu (Becquerel).

## Prirodna radioaktivnost
Budući da je broj protona u atomskoj jezgri bitan za kemijska i fizikalna svojstva nekog kemijskog elementa, znači da se mijenjanjem sastava atomske jezgre nekog atoma može vršiti pretvaranje (transmutacija) jednog elementa u drugi. Da je to zbilja tako, pokazala je priroda radioaktivnih tvari. 1896. otkrio je A. H. Becquerel da iz spojeva kovine uranija izlaze neke zrake koje djeluju na fotografsku ploču, a izazivaju i ionizaciju zraka. Kasnije su M. Skłodowska-Curie i njezin muž P. Curie ustanovili istu činjenicu kod uranijevog smolinca iz Jachymova u Češkoj. Oni su iz tog uranijevog smolinca izdvojili element radij koji emitira mnogo više zraka nego uranij. Ti elementi koji sami od sebe isijavaju zrake zovu se radioaktivni elementi, a sama pojava prirodna radioaktivnost. 
Iz takvih radioaktivnih elemenata izlaze tri vrste zraka: alfa, beta i gama zrake. Ako radioaktivni element stavimo u olovnu posudu i zrake podvrgnemo djelovanju jakog magnetskog ili električnog polja, i to u prostoru iz kojeg smo isisali zrak, opazit ćemo na fluorescentnom zastoru njihovo skretanje. Snop zraka koji je veoma otklonjen za jednu stranu jesu beta-zrake, snop koji je skrenut malo slabije na drugu stranu jesu alfa-zrake, a treći snop koji se ne otklanja zovemo gama-zrake. Mjerenjem i ispitivanjem tih zraka bilo je utvrđeno da su alfa-zrake atomske jezgre helijeva atoma koji se sastoji od dva protona i dva neutrona, pa prema tome nose pozitivan naboj. Beta-zrake su snop elektrona, dok su gama-zrake elektromagnetski valovi, i to manje valne duljine od rendgenskih zraka. Važna je kod tih zraka njihova brzina, a time i kinetička energija. Beta zrake imaju brzinu koja se približava brzini svjetlosti, dok je brzina alfa-zraka znatno manja i iznosi 15 000 000 m/s. 
Ako se radij stavi u posudu iz koje je isisan zrak, vremenom će se u posudi pojaviti neki plin koji je također radioaktivan. Taj plin je novi kemijski element koji se zove radon Rn. Međutim, radon poslije nestane, a na stijenama posude se taloži neka tvar koja je isto radioaktivna, a zove se radij A (Ra A). Iz toga izlazi da se kod radioaktivnih elemenata vrši stalno raspadanje atomske jezgre, pa jedan kemijski element prelazi u drugi. Pri tome je naročito važno ovo. Oni radioaktivni elementi koji emitiraju alfa-zrake snižavaju raspadanjem atomsku masu za 4, dok se njihov redni broj koji karakterizira njihova kemijska svojstva snizuje za 2. Alfa-zrake su naime pozitivno nabijene čestice, koje imaju električni naboj e+2 (gdje je e električni naboj elektrona), a masa im je otprilike jednaka četverostrukoj masi jezgre vodika. Drugačije je kod emitiranja beta-zraka koje su ustvari elektroni. Izbacivanjem jednog elektrona iz jezgre povisuje se pozitivni naboj jezgre za 1, a atomska masa se ne mijenja. Jezgra je naime izgubila jedan negativni naboj, pa je zbog toga njezin sveukupni pozitivni naboj veći za jedan.